# Astrid Frank (Schauspielerin)
Astrid Frank (* 9. August 1944 in Berlin; gebürtig Eike Pulwer) ist eine frühere deutsche Schauspielerin.

## Leben
Eike Pulwer hatte eine Schauspielausbildung genossen und anschließend ihr erstes Theaterengagement in Hamburg angetreten. Weitere Verpflichtungen führten sie nach München und Berlin. Auch im Ausland feierte sie einige Bühnenerfolge, so sah man die gebürtige Berlinerin z. B. an der Seite von Fernandel im Pariser Théâtre des Variétés. In Frankreich, wo sich die Künstlerin später niederlassen sollte, wirkte sie überdies in Fernsehproduktionen (Serie Sind Sie frei Mademoiselle?) mit.
Seit 1960 vor der Kamera – sowohl im Kinofilm, wo sie an der Seite von Willy Millowitsch debütierte, als auch im Fernsehfilm (Serie Sie schreiben mit) – begann Eike Pulwer zunächst unter ihrem Geburtsnamen zu spielen, legte sich aber im Alter von 19 Jahren den international eingängigeren Künstlernamen Astrid Frank zu. Sie wurde im Film anfänglich zumeist als elegante Verführerin mit unterkühlter Erotik eingesetzt, oftmals als Hauptdarstellerin in Filmen wie Schwarzer Markt der Liebe, Zieh dich aus, Puppe, Greta, die Fremde kam nackt und Was Männer nicht für möglich halten. Auftritte in hochwertigen Unterhaltungsproduktionen an der Seite erfahrener Altstars wie Jean Gabin (Der Erbarmungslose) oder Louis de Funès (Die dummen Streiche der Reichen) blieben während ihrer Tätigkeit in Frankreich die Ausnahme.
Astrid Frank hat bis zu ihrer Übersiedlung nach Paris Ende der 1960er Jahre gastweise auch mehrfach in TV-Serien (Die Firma Hesselbach, Dem Täter auf der Spur, Salto Mortale, Sherlock Holmes) mitgewirkt. 1985 spielte sie in dem amerikanischen Fernsehzweiteiler Zärtlich ist die Nacht nach einer Vorlage von F. Scott Fitzgerald.
Für ihre Pionierarbeit als Frau auf dem Gebiet des „phantastischen Films“ (insbesondere für ihre Kurzfilme Red, 1976 und The Jealous Mirror, 1979) erhielt die heute in London lebende Künstlerin 2022 auf dem Filmfestival Sitges den Ehrenpreis „María Honorífica Award“.

## Filmografie (Auswahl)
- 1960: Der wahre Jakob
- 1960: Eine Frau fürs ganze Leben
- 1961: Das Paradies von Pont L’Eveque (Fernsehfilm)
- 1962: Der erste Frühlingstag (Fernsehfilm)
- 1962: Heute kündigt mir mein Mann
- 1962: Blick über den Zaun (Fernsehfilm)
- 1963: Charleys Tante
- 1963: Die Laubenpieper (Fernsehserie, 5 Folgen)
- 1964: Sie schreiben mit (Fernsehserie, Folge: Nicht träumen Marie)
- 1964: Die fünfte Kolonne (Fernsehserie, Folge: Eine Puppe für Klein-Helga)
- 1964: ITV Play of the Week (Fernsehserie, Folge: A Really Good Jazz Piano)
- 1964: Hotel Iphigenie (Fernsehfilm)
- 1965: Die Herren
- 1965: Auf einem Bahnhof bei Dijon (Fernsehfilm)
- 1966: Schwarzer Markt der Liebe
- 1967: Die Hesselbachs (Fernsehserie, Folge: … und das Juwel)
- 1967: Die Hesselbachs (Fernsehserie, Folge:  … und der Ball)
- 1967: Dem Täter auf der Spur (Fernsehserie, Folge: Am Rande der Manege)
- 1967: Sherlock Holmes (Fernsehserie, Folge: Das gefleckte Band)
- 1968: Zieh dich aus, Puppe
- 1968: Sein Traum vom Grand Prix (Fernsehserie, 5 Folgen)
- 1969: Freddy (franz. Fernsehfilm)
- 1969: Salto Mortale (Fernsehserie, Folge: Gastspiel in Marseille)
- 1969: Pater Brown (Fernsehserie, Folge: Hölle, Hölle, Hölle)
- 1969: Greta, die Fremde kam nackt (Claude et Greta)
- 1969: Lexikon der Liebesspiele (À propos de la femme)
- 1970: Der Erbarmungslose (La Horse)
- 1970: Sind Sie frei Mademoiselle? (Madame êtes-vous libre?, franz. Fernsehserie, 5 Folgen)
- 1971: Das Freudenhaus
- 1971: Der neue heiße Report: Was Männer nicht für möglich halten
- 1971: Kolibri (Fernsehfilm)
- 1971: Paragraph 218 – Wir haben abgetrieben, Herr Staatsanwalt
- 1971: Urlaubsreport – Worüber Reiseleiter nicht sprechen dürfen
- 1971: Die dummen Streiche der Reichen (La Folie des Grandeurs)
- 1972: Au Pair Girls
- 1972: Die dressierte Frau
- 1972: Laß jucken, Kumpel
- 1972: Gene Bradley in geheimer Mission (Fernsehserie, Folge: Sprengköpfe für Rio)
- 1973: Frühbesprechung (Fernsehserie, Folge: Volksfest)
- 1973: Casanova '73 (Fernsehserie, Folge: Miss Germany)
- 1976: Red (Kurzfilm, auch Regie und Drehbuch)
- 1976: Jedem seine Hölle (À chacun son enfer)
- 1976: Maria – Nur die Nacht war Zeuge
- 1978: Die Profis (Fernsehserie, Folge: Die Falle)
- 1979: Mein Partner Davis (L'associé)
- 1982: The Jealous Mirror (Kurzfilm, Regie und Drehbuch; gedreht 1979)
- 1985: Zärtlich ist die Nacht (Tender is the Night, Mini-Serie, 2 Folgen)
- 1990: Gavre Princip – Himmel unter Steinen (Herstellungsleitung)